# Sergeac
Sergeac település Franciaországban, Dordogne megyében. Lakosainak száma 215 fő (2022. január 1.). Sergeac Thonac, Peyzac-le-Moustier, Saint-Léon-sur-Vézère, Tamniès és Valojoulx községekkel határos.

## Népesség
A település népessége az elmúlt években az alábbi módon változott:
| Lakosok száma | 137  | 133  | 156  | 185  | 219  | 215  | 216  | 212  | 212  | 215  |
|               | 1968 | 1982 | 1990 | 2006 | 2013 | 2015 | 2017 | 2019 | 2020 | 2022 |